# Campañas de Crimea

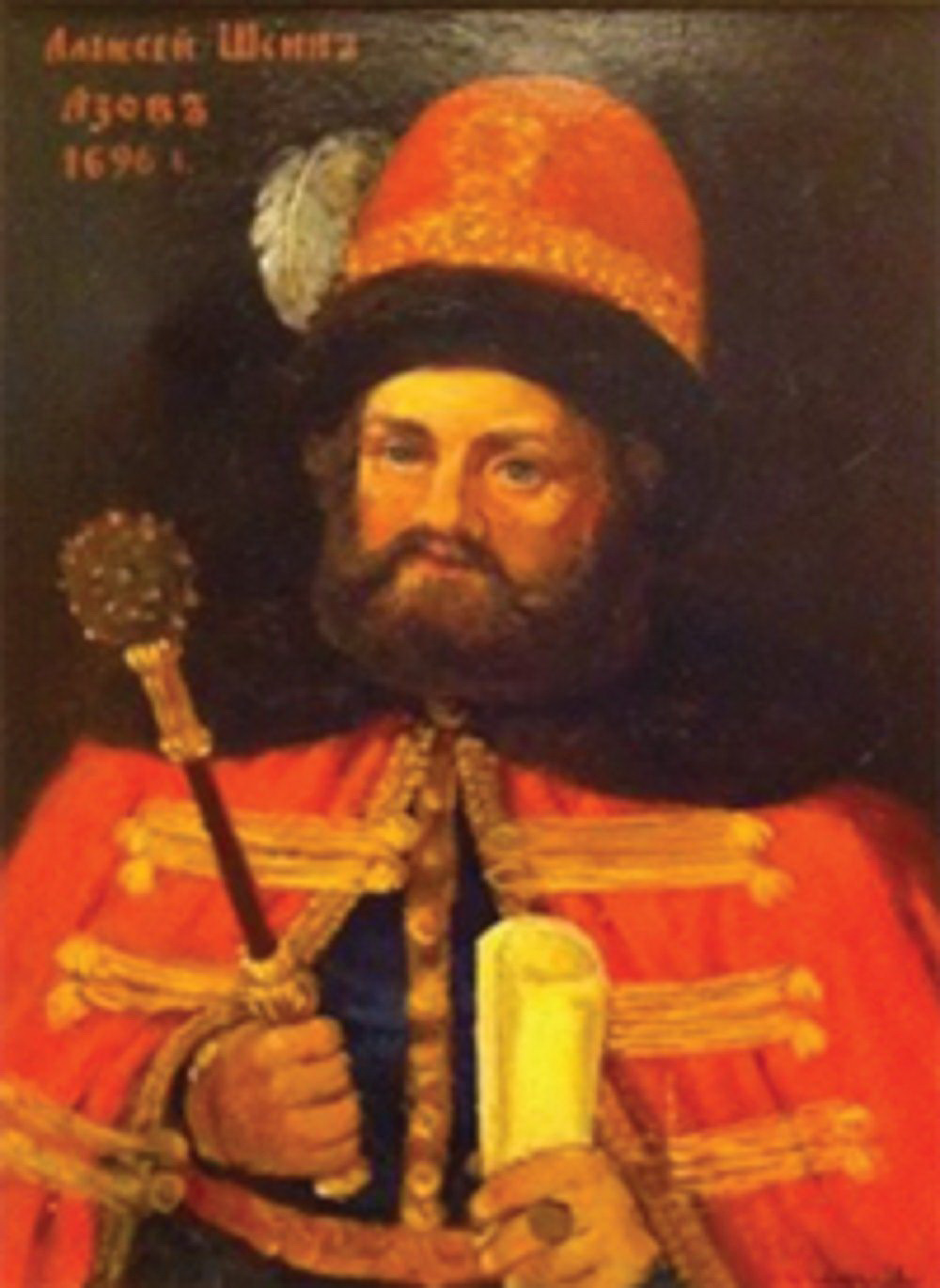
Alekséi Shein (1662-1700), uno de los boyardos jefes de la expedición.

Las Campañas de Crimea de 1687 y 1689 fueron organizadas por Sofía Alekséyevna Románova, regente del Zarato ruso, contra el Janato de Crimea, vasallo del sultán otomano Mehmed IV (que había asediado sin éxito Viena en 1683), y a partir de noviembre de 1687, de su hermano Suleiman II. Pueden ser integradas en la guerra ruso-turca de 1686 a 1700 y en las guerras ruso-crimeanas. El fracaso de estas campañas, que buscaban principalmente la obtención de un acceso al mar de Azov, fue una de las causas de la expulsión del poder de la regente, reemplazada por su hermanastro Pedro I el Grande.

## Primera expedición
Si bien varios boyardos se oponían a una guerra contra los turcos, la regente Sofía (que había hecho firmar el Tratado de Paz Eterna en 1686 con la Mancomunidad de Polonia-Lituania, por la cual Rusia entra en la Liga Santa), se mostraba más bien favorable a la misma ya que esperaba una conquista fácil de Crimea. Cometió un grave error al nombrar comandante del ejército al knyaz Vasili Golitsin, su amante, un hombre de grandes cualidades políticas, aunque incapaz como líder militar.
La operación de 1687 en Crimea es un verdadero fracaso. El ejército tuvo que recular sobre sus pasos sin haber librado un solo combate. En mayo de 1687, Golitsin parte de Ucrania con alrededor de 100.000 hombres, cosacos del Don y zaporogos. Poco tiempo después se manifestarían varios problemas relacionados con el avituallamiento de la tropa, las deserciones de los cosacos, y la política de tierra quemada utilizada por los tártaros de Crimea -que produjo un gran incendio de la estepa entre el río Dniéper y el istmo de Perekop-, que obligó a los cosacos a darse media vuelta a partir del 17 de junio de 1687. La principal causa de este desastre, sin embargo, debe considerarse que es la incompetencia del mando.
A pesar de esta derrota, Vasili Golitsin es recibido como héroe a su regreso a Moscú. Sofía intentó hacer creer al pueblo y al resto de estados europeos que la operación había sido un éxito completo. Los cosacos, no obstante pidieron a la regente que reemplazara al hetman cosaco Iván Samoilóvich por Iván Mazepa, hostil a la guerra contra el Imperio otomano y el janato de Crimea. Mazepa reemplazaría a Samoilóvich el 20 de junio de 1687, bajo la acusación de conspirar para escindir su territorio de la Rusia moscovita.

## Segunda expedición
En 1688, siguiendo a una incursión turca en territorio ruso, Sofía ordena una nueva expedición en Crimea, mientras que Polonia entraba en negociaciones con la Sublime Puerta. El mando es confiado de nuevo a Golitsin, que se pone en marcha en primavera de 1689 a la cabeza de unos 150.000 soldados. Tras una victoria contra los tártaros el 15 de mayo de 1689, someten infructuosamente a asedio a Perekop desde el 20 de mayo. Inferiores en número, los cosacos deciden finalmente retirarse, con lo que Golitsin deja sobre el terreno a unos 20.000 muertos y 15.000 prisioneros. Al regresar a Moscú, es recibido triunfalmente. Aunque en su visión global las expediciones fueron un fracaso.
El Imperio ruso ocupó la península en diciembre de 1774, anexionándose Crimea en 1783.